# Кюрюк-Даринское сражение
Кюрюк-Даринское сражение — произошло 24 июля (5 августа) 1854 года во время Крымской войны 1853—1856 годов между главными силами русских и турецких войск в Закавказье.
Сражение состоялось при селении Кюрюк-Дара 40°43′04″ с. ш. 43°30′06″ в. д., Турция (Турецкая Армения).
Потери турок в сражении составили 10 тысяч человек (в том числе около 3 тысяч убитыми и свыше 2 тысяч пленными), а с дезертирами — до 22 тысяч человек. В результате победы при Кюрюк-Дара турецкая армия в Закавказье перестала существовать как активная боевая сила.

## Ход битвы
Турецкий командующий Мустафа Зариф-паша и его английский советник генерал Р. Гюйон (Куршид-паша), располагая 60 тыс. чел. и 64 орудиями, решили окружить Александропольский отряд генерала В. О. Бебутова (18 тыс. чел., 72 орудия). Турецкие войска растянулись широкой подковой. Оставив против их левого крыла заслон, Бебутов разгромил правое крыло турок, а затем центр, после чего обратил в бегство левое крыло.
Решиться на атаку русского отряда побудили Куршид-пашу малая активность русских из-за недостаточной численности войск и затруднения с поставкой фуража. При Кюрюк-Дара состав турецкой армии составлял 57 тысяч человек, из которых 30 тысяч отличной пехоты — низама и арабистанцев, с 78 орудиями. Русских — не более 18 тысяч человек (18-я дивизия была ослаблена лихорадками) и 74 орудия. Численный перевес был таков, что против каждого русского батальона был полк турок. Жестокое сражение длилось с 4 часов утра до полудня.
Войска турецкой армии растянулись широким фронтом. В начале военной операции генерал В. О. Бебутов, командовавший русскими войсками, оставив заслоны, разгромил правое крыло турок, а затем центр, после чего обратил в бегство левое крыло неприятеля. Героями сражения при Кюрюк-Дара стали Нижегородские и Новороссийские драгуны генерал-майора Танутрова, которые, при поддержке Донских казачьх батарей, остановили основной натиск неприятеля и опрокинули его центр, решив тем самым исход сражения. В бою отличился также Тверской драгунский полк.
Потери турок убитыми составили 8 тысяч человек, в плен взято 2018 человек с 26 знаменами и значками — и 15 орудий. Потери русских войск составили 3054 человека: 599 убитых, 2455 раненых и контуженых. Разбитая турецкая армия была вынуждена отступить на Карс, однако генерал Бебутов, верно оценив соотношение своих сил и неприятеля, не рискнул пойти на штурм закавказской твердыни. Неравенство сил, несмотря на блестяще одержанную кюрюк-даранскую победу, было всё же слишком значительно — турки втрое превосходили численностью русские войска, которые к тому же не располагали осадной артиллерией.
Победа в этом сражении позволила русским войскам развернуть наступление на главном направлении Кавказского театра военных действий и овладеть Карсом, поскольку турецкая армия в Закавказье как боевая сила потеряла своё значение. Следует отметить, что в состав артиллерии русских входило 16 ракетных станков, состоявших на вооружении двух конно-ракетных команд в боевых порядках 20-го Донского казачьего полка. Это сражение стало одним из первых с успешным применением неуправляемых ракет конструкции русского инженера К. И. Константинова.

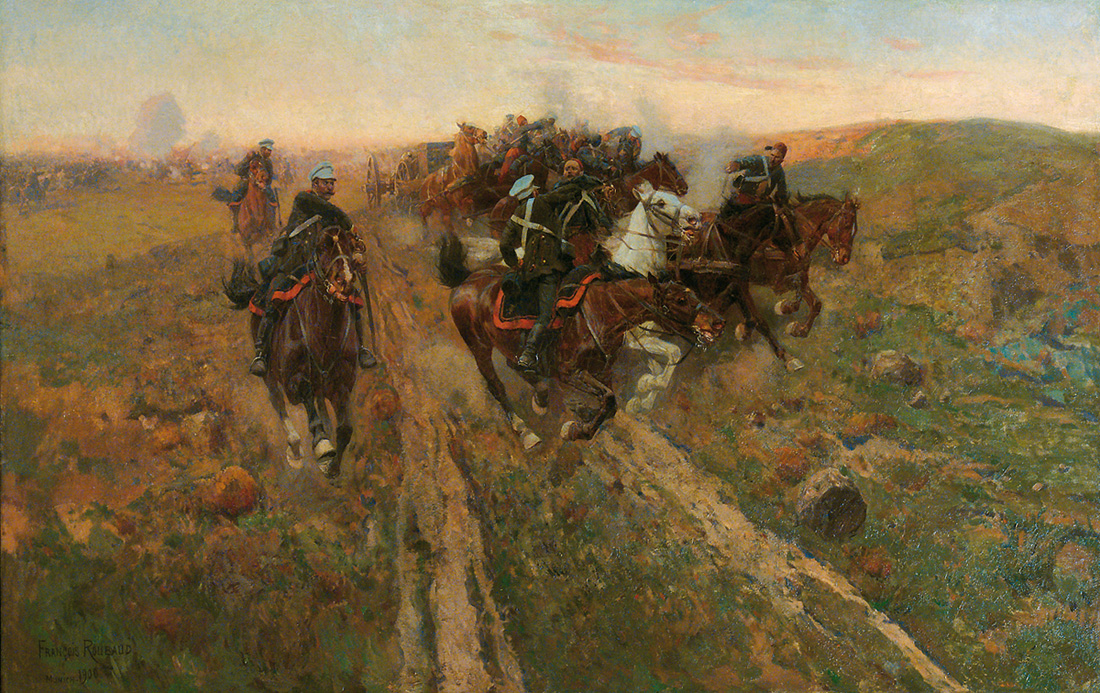
Эпизод из битвы при Кюрюк-Дара. (худ. Ф. А. Рубо; 1900)
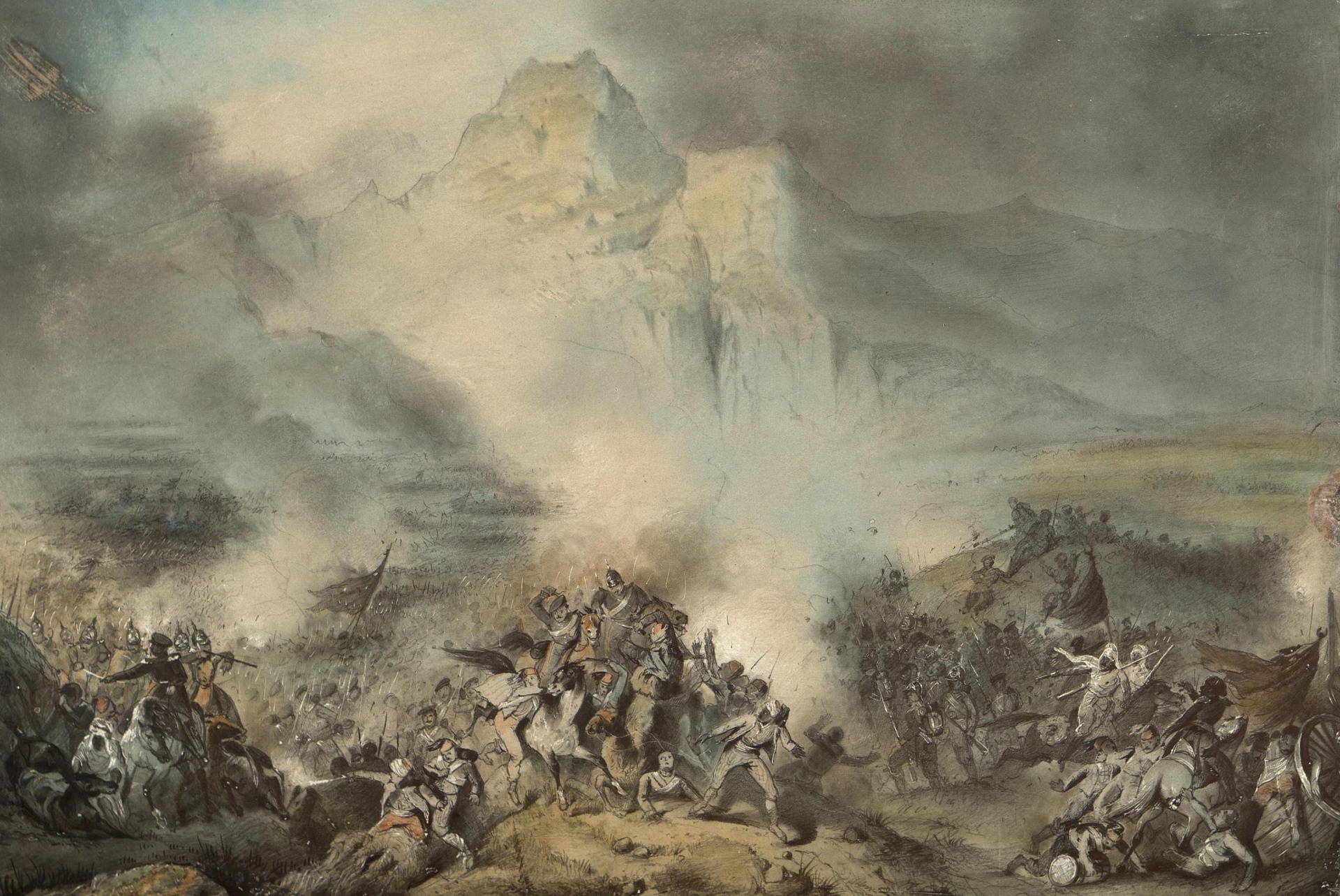
Сражение при Курюк-Дара (худ. Б. П. Виллевальде) Государственный Эрмитаж
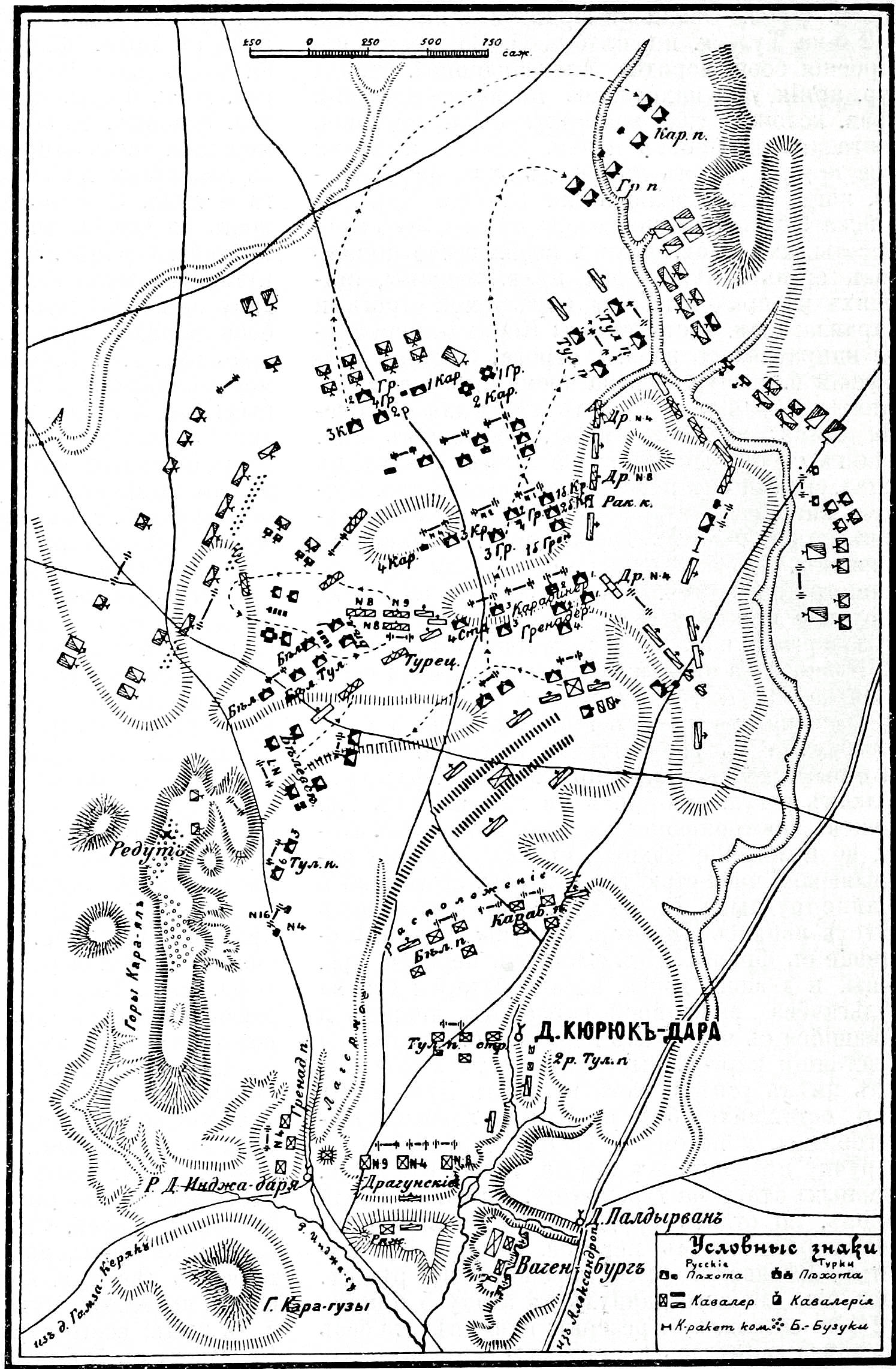
Схема сражения. Военная энциклопедия Сытина